# AirPort Express (Apple)
De AirPort Express is een versimpelde versie van de AirPort Extreme van het Amerikaanse elektronicabedrijf Apple. De meest recente versie van de router biedt ruimte voor 50 aangesloten gebruikers en bevat de functie AirPlay, deze functie staat gebruikers toe om audio van hun computer met iTunes of een iOS-apparaat met iOS 5 of hoger te sturen naar een stereoinstallatie.
De originele versie werd uitgebracht door Apple op 7 juni 2004 en bevat een analoge/optische audioaansluiting, één USB-poort voor afdrukken naar een printer op afstand of het opladen van een iPod shuffle en één ethernet-poort.
In april 2018 bevestigde Apple dat het stopt met de productie van alle AirPort-routers.

## Specificaties
| Model                         | Originele versie           | Eerste generatie                     | Tweede generatie                                     |                                                      |
| ----------------------------- | -------------------------- | ------------------------------------ | ---------------------------------------------------- | ---------------------------------------------------- |
| Modelnummer                   | A108x                      | A1264                                | A1392                                                |                                                      |
| Uitgebracht op                | 7 juni 2004                | 17 maart 2008                        | 11 juni 2012                                         |                                                      |
| Afmetingen                    | 94,01 x 75 x 28,5 mm       | 94,01 x 75 x 28,5 mm                 | 98 x 98 x 23 mm                                      |                                                      |
| Gewicht                       | 189 gram                   | 188 gram                             | 240 gram                                             |                                                      |
| Draadloos-netwerkprotocol     | IEEE 802.11g               | IEEE 802.11a/b/g en concept 802.11n2 | IEEE 802.11a/b/g/n                                   |                                                      |
| Aantal ethernet-poorten       | 1                          | 1                                    | 2                                                    |                                                      |
| AirPort-configuratieprogramma | Versie 5.0 of hoger (OS X) | Versie 5.0 of hoger (OS X)           | Versie 6.0 of hoger (OS X) Versie 1.0 of hoger (iOS) | Versie 6.0 of hoger (OS X) Versie 1.0 of hoger (iOS) |